# ノア・フレイス
ノア・フレイス（Noah Fleiss、1984年4月16日 - ）は、アメリカ合衆国の俳優。

## 略歴
ニューヨーク州、ホワイト・プレインズ出身。
1993年、9歳で『弟はミュータント？』（原題：Josh and S.A.M.）で子役デビューする。
その後も子役として活動し、1999年の『グッバイ・ジョー』では主演のジョーを演じ、ヴァル・キルマー、イーサン・ホークと共演、ヤングアーティスト賞にノミネートされた。
2005年の『BRICK ブリック』では、ジョゼフ・ゴードン＝レヴィット、ルーカス・ハースらと共演した。

## 出演
- UNTIL DAWN -惨劇の山荘- (2015)
- TAKING CHANCE／戦場のおくりびとTaking Chance  (2009)
- スリー・リバーズ　～命をつなぐ熱き医師たちThree Rivers  (2009)
- ＦＲＩＮＧＥ／フリンジ Fringe （シーズン1） (2008～2009)
- デッド・キャニオン Red Canyon (2008)
- ウェズリー・スナイプス ハード・ラック Hard Luck (2006)
- BRICK ブリックBrick (2005)
- LAW & ORDER 性犯罪特捜班 LAW & ORDER （シーズン5） (2003～2004)
- LAW & ORDER ロー＆オーダー LAW & ORDER （シーズン12） (2001～2002)
- グッバイ・ジョー Joe the King (1999)
- 彼女を見ればわかること Things You Can Tell Just by Looking at Her (1999)
- ワンダフル・ワールド2 An Unexpected Life (1997)
- プレッシャー/壊れた男 Under Pressure (1997)
- ワンダフル・ワールド An Unexpected Family (1995)
- マザーズ・プレイヤー A Mother's Prayer (1994)
- 弟はミュータント？ Josh and S.A.M. (1993)